# Skylar Mays
Skylar Justin Mays (ur. 5 września 1997 w Baton Rouge) – amerykański koszykarz, występujący na pozycjach rozgrywającego lub rzucającego obrońcy, od 2024 zawodnik Los Angeles Lakers oraz zespołu G-League – South Bay Lakers.
7 kwietnia 2022 jego kontrakt z Pacers został przekonwertowany na standardową umowę NBA. 4 lutego 2023 trafił do Capitanes de Ciudad de México w wyniku wymiany. 1 października 2023 zawarł umowę z Portland Trail Blazers na występy zarówno w NBA, jak i zespołem G-League – Rip City Remix.
8 stycznia 2024 podpisał kontrakt z Los Angeles Lakers oraz drużyną South Bay Lakers z G-League.

## Osiągnięcia
Stan na 4 marca 2024, na podstawie, o ile nie zaznaczono inaczej.
NCAA
- Uczestnik rozgrywek Sweet 16 turnieju NCAA (2019)
- Mistrz sezonu regularnego konferencji Southeastern (SEC – 2019)
- Laureat nagród:
  - SEC McWhorter Award winner as top scholar-athlete award
  - SEC Scholar Athlete of the Year (2019, 2020)
  - Jesse Owens Student GPA Award, LSU Black Faculty/Staff Caucus (2018, 2019)
- Zawodnik roku – Academic All-American of the Year (2020)
- Zaliczony do:
  - I składu:
    - Academic All-American (2019, 2020)
    - SEC (2020)

  - II składu:
    - Academic All-American (2018)
    - SEC (2019)

  - składu SEC Academic Honor Roll (2018–2020)